# Бородатая снегирёвая овсянка
Бородатая снегирёвая овсянка (лат. Loxigilla noctis) — вид воробьиных птиц из семейства танагровых. Обитает на Малых Антильских островах на территории Ангильи, Антигуа и Барбуды, Бонайре, Синт-Эстатиус и Саба, Доминики, Гренады, Гваделупы, Мартиники, Монтсеррата, Пуэрто-Рико, Сент-Китса и Невиса, Сент-Люсии, Сент-Винсента и Гренадин, Сен-Мартена, Британских Виргинских островах и Виргинских островах США. Естественными местами обитания являются субтропические или тропические сухие леса, субтропические или тропические влажные равнинные леса и сильно деградировавший бывший лес.

## Описание
Бородатая снегирёвая овсянка достигает длины 14—15,5 см и массы от 13,1 до 23,4 г. Взрослые самцы номинативного подвида почти полностью чёрного цвета, с небольшим красным пятнышком над глазом и перед ним и красным горлом; радужная оболочка тёмная; клюв чёрный; ноги тёмные. Взрослые самки коричневого цвета, со слегка ржавым оттенком на верхних кроющих перьях крыльев и верхних кроющих перьях хвоста, низ сероватый; клюв коричневый. Молодые особи похожи на взрослых самок.

## Подвиды и распространение
Выделяют 8 подвидов:
- L. n. coryi (Ridgway, 1898) — северо-западные Малые Антильские острова;
- L. n. ridgwayi (Cory, 1892) — Американские Вигринские острова и северные Малые Антильские острова;
- L. n. desiradensis Danforth, 1937 — Дезирад;
- L. n. dominicana (Ridgway, 1898) — северо-центральные Малые Антильские острова;
- L. n. noctis (Linnaeus, 1766) — Мартиника;
- L. n. sclateri Allen, JA, 1880 — Сент-Люсия;
- L. n. crissalis (Ridgway, 1898) — Сент-Винсент;
- L. n. grenadensis (Cory, 1892) — Гренада.